# Madaillan
Madaillan is een gemeente in het Franse departement Lot-et-Garonne (regio Nouvelle-Aquitaine) en telt 523 inwoners (2004). De plaats maakt deel uit van het arrondissement Agen.

## Geografie
De oppervlakte van Madaillan bedraagt 24,5 km², de bevolkingsdichtheid is 21,3 inwoners per km².
De onderstaande kaart toont de ligging van Madaillan met de belangrijkste infrastructuur en aangrenzende gemeenten.

## Demografie
Onderstaande figuur toont het verloop van het inwonertal (bron: INSEE-tellingen).

## Kasteel van Madaillan
Het kasteel van Madaillan werd gebouwd in de 13e eeuw door de heren van Fossat. Zij plaatsten een klein garnizoen in het kasteel dat bestond uit een vijfhoekige donjon binnen een omwalling. Aan het begin van de 14e eeuw liet Eduard II van Engeland het kasteel versterken. Het kasteel werd tot drie maal belegerd tijdens de Honderdjarige Oorlog.